# Girómetro
Un girómetro es un sensor que registra movimientos rotacionales y mide su velocidad angular. Ejemplos de girómetros son los giróscopos, tanto mecánicos como ópticos y los tacómetros, así como diversos mecanismos reguladores usados en ingeniería.
Habitualmente, forman parte de sistemas de medición más complejos, que convierten la magnitud a medir en un giro (anemómetros de cazoletas, caudalímetros de turbina...).

## Medida de la rotación

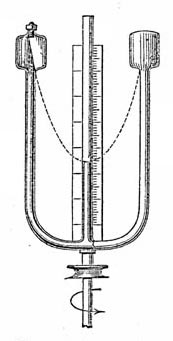
Girómetro Brown de 1880)

Los términos giróscopo y girómetro se han usado desde antiguo para designar aparatos de medición de cuerpos rotativos. Antiguamente se usaban la velocidad angular de palieres para determinar el giro de forma mecánica.
En la construcción se usaba el girómetro Brown para medir la rotación. Usando dos masas que rotan alrededor de un eje, se puede usar la fuerza centrífuga para relacionar la velocidad de giro con la distancia de las masas al eje. Estas forman un sistema donde la fuerza centrífuga, dependiente de la velocidad, y la tensión de la cuerda se equilibran, lo que permite el cálculo de la velocidad. 
Los reguladores de las máquinas de vapor se basan en el mismo principio. Es especialmente conocido el regulador de Watt, usado en diversas enseñas de la ingeniería industrial